# جیمز سنت کلر
جیمز سنت کلر (انگلیسی: James St Clair; ۱ ژانویهٔ ۱۶۸۸ – ۳۰ نوامبر ۱۷۶۲) نظامی و سیاستمدار اهل پادشاهی بریتانیای کبیر بود.